# Richard F. Canning Trophy
Il Richard F. Canning Trophy è un premio annuale della American Hockey League che viene assegnato alla squadra vincitrice dei playoff della Eastern Conference. Prima del 1996 fu consegnato ai campioni dei playoff nella Northern Conference e nella North Division.
Il trofeo è intitolato a Richard F. Canning, già presidente della American Hockey League.

## Vincitori
| Vittorie | Squadra              |
| -------- | -------------------- |
| 5        | Hershey Bears        |
| 3        | Springfield Indians  |
| 2        | WBS Penguins         |
| 2        | Hamilton Bulldogs    |
| 2        | Saint John Flames    |
| 2        | Portland Pirates     |
| 1        | Manchester Monarchs  |
| 1        | St. John's IceCaps   |
| 1        | Syracuse Crunch      |
| 1        | Norfolk Admirals     |
| 1        | Binghamton Sen.s     |
| 1        | Phila. Phantoms      |
| 1        | Bridgeport S. Tigers |
| 1        | Hartford Wolf Pack   |
| 1        | Providence Bruins    |
| 1        | Albany River Rats    |
| 1        | Adirondack R. Wings  |

### Campioni dei playoff della North Division (1990-1995)
| Stagione | Squadra             | Titolo |
| -------- | ------------------- | ------ |
| 1989-90  | Springfield Indians | 1      |
| 1990-91  | Springfield Indians | 2      |
| 1991-92  | Adirondack R. Wings | 1      |
| 1992-93  | Springfield Indians | 3      |
| 1993-94  | Portland Pirates    | 1      |
| 1994-95  | Albany River Rats   | 1      |

### Campioni dei playoff in Northern Conference (1996-1997)
| Stagione | Squadra           | Titolo |
| -------- | ----------------- | ------ |
| 1995-96  | Portland Pirates  | 2      |
| 1996-97  | Hamilton Bulldogs | 1      |

### Campioni dei playoff in Eastern Conference (1998-)
| Stagione  | Squadra              | Titolo |
| --------- | -------------------- | ------ |
| 1997-98   | Saint John Flames    | 1      |
| 1998-99   | Providence Bruins    | 1      |
| 1999-2000 | Hartford Wolf Pack   | 1      |
| 2000-01   | Saint John Flames    | 2      |
| 2001-02   | Bridgeport S. Tigers | 1      |
| 2002-03   | Hamilton Bulldogs    | 2      |
| 2003-04   | WBS Penguins         | 1      |
| 2004-05   | Phila. Phantoms      | 1      |
| 2005-06   | Hershey Bears        | 1      |
| 2006-07   | Hershey Bears        | 2      |
| 2007-08   | WBS Penguins         | 2      |
| 2008-09   | Hershey Bears        | 3      |
| 2009-10   | Hershey Bears        | 4      |
| 2010-11   | Binghamton Sen.s     | 1      |
| 2011-12   | Norfolk Admirals     | 1      |
| 2012-13   | Syracuse Crunch      | 1      |
| 2013-14   | St. John's IceCaps   | 1      |
| 2014-15   | Manchester Monarchs  | 1      |
| 2015-16   | Hershey Bears        | 5      |